# Lijst van voetbalinterlands België - Schotland (vrouwen)
Deze lijst van voetbalinterlands is een overzicht van alle officiële voetbalinterlands tussen de nationale vrouwenteams van België en Schotland. De landen hebben tot nu toe zestien keer tegen elkaar gespeeld.

## Wedstrijden
| №  | Plaats       | Datum             | Competitie                          | Wedstrijd          | Uitslag |
| -- | ------------ | ----------------- | ----------------------------------- | ------------------ | ------- |
| 1  | Sennori      | 25 augustus 1981  | Vriendschappelijk                   | België − Schotland | 0 − 1   |
| 2  | Paisley      | 26 november 1995  | EK 1997 kwalificatie                | Schotland − België | 0 − 3   |
| 3  | Namen        | 20 april 1996     | EK 1997 kwalificatie                | België − Schotland | 6 − 1   |
| 4  | Brussel      | 21 september 1999 | Vriendschappelijk                   | België − Schotland | 6 − 1   |
| 5  | Etten-Leur   | 13 augustus 2000  | Vriendschappelijk                   | België − Schotland | 4 − 3   |
| 6  | Sint-Niklaas | 25 november 2001  | WK 2003 kwalificatie                | België − Schotland | 3 − 2   |
| 7  | Livingston   | 21 april 2002     | WK 2003 kwalificatie                | Schotland − België | 4 − 0   |
| 8  | Livingston   | 1 mei 2003        | Vriendschappelijk                   | Schotland − België | 0 − 0   |
| 9  | Livingston   | 3 mei 2003        | Vriendschappelijk                   | Schotland − België | 2 − 2   |
| 10 | Waver        | 6 september 2006  | Vriendschappelijk                   | België − Schotland | 0 − 3   |
| 11 | Perth        | 26 augustus 2007  | Vriendschappelijk                   | Schotland − België | 3 − 2   |
| 12 | Tienen       | 9 april 2008      | Vriendschappelijk                   | België − Schotland | 0 − 1   |
| 13 | Falkirk      | 23 augustus 2011  | Vriendschappelijk                   | Schotland − België | 1 − 0   |
| 14 | Oud-Heverlee | 11 april 2017     | Vriendschappelijk                   | België − Schotland | 5 − 0   |
| 15 | Glasgow      | 26 september 2023 | UEFA Women's Nations League 2023/24 | Schotland − België | 1 − 1   |
| 16 | Leuven       | 1 december 2023   | UEFA Women's Nations League 2023/24 | België − Schotland | 1 − 1   |

## Samenvatting
| Competitie                  | Totaal gespeeld | Winst België | Gelijk | Winst Schotland | Doelsaldo België – Schotland |
| --------------------------- | --------------- | ------------ | ------ | --------------- | ---------------------------- |
| WK-kwalificatie             | 2               | 1            | 0      | 1               | 3 − 6                        |
| EK-kwalificatie             | 2               | 2            | 0      | 0               | 9 − 1                        |
| UEFA Women's Nations League | 2               | 0            | 2      | 0               | 2 − 2                        |
| Vriendschappelijk           | 10              | 3            | 2      | 5               | 19 − 15                      |
| Totaal                      | 16              | 6            | 4      | 6               | 33 − 24                      |